# Schansspringen op de Olympische Winterspelen 2018
Schansspringen is een van de sporten die beoefend werden tijdens de Olympische Winterspelen 2018 in Pyeongchang. De wedstrijden vonden plaats in het Alpensia Jumping Park.

## Wedstrijdschema
| Datum       | Lokale tijd | MET   | Mannen             | Vrouwen            |
| ----------- | ----------- | ----- | ------------------ | ------------------ |
| 08 februari | 21:30       | 13:30 | Normale schans (Q) |                    |
| 09 februari | 20:00       | 12:00 | Openingsceremonie  | Openingsceremonie  |
| 10 februari | 21:35       | 13:35 | Normale schans     |                    |
| 12 februari | 21:50       | 13:50 |                    | Normale schans     |
| 16 februari | 21:30       | 13:30 | Grote schans (Q)   |                    |
| 17 februari | 21:30       | 13:30 | Grote schans       |                    |
| 19 februari | 21:30       | 13:30 | Landenwedstrijd    |                    |
| 25 februari | 20:00       | 12:00 | Sluitingsceremonie | Sluitingsceremonie |

## Medailles

### Mannen
| Onderdeel       | Goud | Goud                                                                      | Zilver | Zilver                                                      | Brons | Brons                                            |
| --------------- | ---- | ------------------------------------------------------------------------- | ------ | ----------------------------------------------------------- | ----- | ------------------------------------------------ |
| Normale schans  | GER  | Andreas Wellinger                                                         | NOR    | Johann André Forfang                                        | NOR   | Robert Johansson                                 |
| Grote schans    | POL  | Kamil Stoch                                                               | GER    | Andreas Wellinger                                           | NOR   | Robert Johansson                                 |
| Landenwedstrijd | NOR  | Daniel-André Tande Andreas Stjernen Johann André Forfang Robert Johansson | GER    | Karl Geiger Stephan Leyhe Richard Freitag Andreas Wellinger | POL   | Maciej Kot Stefan Hula Dawid Kubacki Kamil Stoch |

### Vrouwen
| Onderdeel      | Goud | Goud         | Zilver | Zilver            | Brons | Brons          |
| -------------- | ---- | ------------ | ------ | ----------------- | ----- | -------------- |
| Normale schans | NOR  | Maren Lundby | GER    | Katharina Althaus | JPN   | Sara Takanashi |

### Medaillespiegel
| Plaats | Land      | NOC    | Goud | Zilver | Brons | Totaal |
| ------ | --------- | ------ | ---- | ------ | ----- | ------ |
| 1      | Noorwegen | NOR    | 2    | 1      | 2     | 5      |
| 2      | Duitsland | GER    | 1    | 3      | 0     | 4      |
| 3      | Polen     | POL    | 1    | 0      | 1     | 2      |
| 4      | Japan     | JPN    | 0    | 0      | 1     | 1      |
| Totaal | Totaal    | Totaal | 4    | 4      | 4     | 12     |